# توشیکی موری
توشیکی موری (ژاپنی: 森 俊貴؛ زادهٔ ۲۹ اوت ۱۹۹۷) یک بازیکن فوتبال اهل ژاپن است.
از باشگاه‌هایی که در آن بازی کرده‌است می‌توان به باشگاه فوتبال توچیگی اشاره کرد.